# Dave Mastiff
David Minton (* 21. Juli 1984 in Dudley, England) ist ein englischer Wrestler. Er stand zuletzt bei der WWE unter Vertrag und trat regelmäßig in deren Show NXT UK auf.

## Wrestling-Karriere

### Free Agent (2002–2018)
Minton begann 2002 mit dem Wrestling. Sein erstes Match war für Revolution British Wrestling, das als Moralez debütierte. Er rang von 2003 bis 2011 unter diesem Namen, bevor er im Februar 2012 seinen Ringnamen in Dave Mastiff änderte. Über seine Zeit gewann er einige Titel, bei unabhängigen Promotions. Er kämpfte unter anderem für Attack! Pro Wrestling, International Pro Wrestling: United Kingdom und Pro Wrestling Elite.
Mastiff trat 2014 in der zweiten Staffel, des TNA British Boot Camp für Total Nonstop Action Wrestling auf. Mastiffs erstes Match in der Show wurde am 9. November ausgestrahlt, als er Rampage Brown besiegte. In seinem zweiten Match der Show, das am 30. November ausgestrahlt wurde, siegte Mastiff erneut in einem Acht Personen Tag Team Match neben Brown, Angelina Love und Noam Dar, wo sie Al Snow, Grado, Kay Lee Ray und Mark Andrews besiegten. Das Turnier konnte er jedoch nicht für sich entscheiden. Bis Januar 2015 workte Mastiff paar Matche bei Xplosion, wo er gegen Mandrews und Samoa Joe verlor.

### World Wrestling Entertainment (2018–2022)
Mastiff gab sein WWE-Debüt am 9. Juni 2018, als er am United Kingdom Championship Tournament teilnahm. Mastiff kam bis zum Viertelfinale, wo er dann gegen Joe Coffey verlor. Mastiff gab sein NXT UK Debüt in der ersten Folge der Show, die am 17. Oktober ausgestrahlt wurde, als er Sid Scala besiegte. Mastiff kämpfte gegen Eddie Dennis in der Folge der Show vom 2. Januar 2019, das Match endete mit einer Doppel Disqualifikation. Dies führte am 12. Januar zu einem No Disqualification Match bei NXT UK TakeOver: Blackpool, welches er gewann. In der Folge von NXT UK vom 30. Januar 2020 verlor Mastiff ein Six Man Tag Team Match mit Mark Andrews und Morgan Webster gegen Imperium Marcel Barthel, Fabian Aichner und Alexander Wolfe.
Im Oktober 2020 nahm er an einem Turnier teil, um den ersten NXT UK Heritage Cup Champion zu krönen. Er gewann in der ersten Runde gegen Joseph Conners, verlor jedoch im Halbfinale gegen Trent Seven. Am 18. August 2022 wurde bekannt gegeben, dass er von der WWE entlassen wurde.

## Titel und Auszeichnungen
- Anti-Watershed Wrestling
  - AWW Heavyweight Championship (1×)

- Athletik Club Wrestling
  - ACW World Wrestling Championship (1×)

- Attack! Pro Wrestling
  - Attack! 24:7 Championship (1×)

- Be. Catch Company
  - BCC Championship (1×)

- Big League Wrestling
  - BLW Tag Team Championship (1×) mit Big Grizzly

- Fight Club: Pro
  - FCP Championship (1×)

- International Pro Wrestling: United Kingdom
  - IPW:UK World Championship (1×)

- Power of Wrestling
  - POW Tag Team Championship (1×) mit Douglas Williams

- Preston City Wrestling
  - PCW Heavyweight Championship (1×)

- Pro Wrestling Elite
  - PWE Heavyweight Championship (1×)

- Real Quality Wrestling
  - RQW Tag Team Championship (1×) mit Jack Storm

- Vertigo Pro Wrestling
  - VPW Heavyweight Championship (1×)

- World of Sport Wrestling
  - WOS Championship (1×)

- Pro Wrestling Illustrated
  - Nummer 307 der Top 500 Wrestler in der PWI 500 in 2019